# 나가우라섬
나가우라섬(永浦島)은 가미아마쿠사시에 부속되어 있는 섬이다. 그러나 이 섬은 아마쿠사고 교에 의해 연결되어 있는 도서 지역이기도 하다.

## 행정
2004년 3월 30일까지만 하여도 아마쿠사군 마쓰시마정에 속해 있었으나, 2004년 3월 31일부터 아마쿠사군 마쓰시마정과 오야노정 그리고 류가타게정을 한꺼번에 대등합병되어 가미아마쿠사시로 탄생하여 오늘에 이르고 있다.

## 같이 보기
- 아리아케해
- 시마바라만
- 아마쿠사고 교(일본어판, 중국어판)
- 아마쿠사 제도